# Bembidion vapidum
Bembidion vapidum är en skalbaggsart som beskrevs av Thomas Casey. Bembidion vapidum ingår i släktet Bembidion och familjen jordlöpare. Inga underarter finns listade i Catalogue of Life.